# Петко Мачев
Петко Радов (Ральов) Мачев е български революционер.

## Биография
Роден е през 1820 г. в Панагюрище. Става член на Панагюрския революционен комитет в подготовката на Априлското въстание. Често придружава Георги Бенковски при неговите обиколки около Панагюрище. Той е един от най-възрастните членове на Военния съвет (Привременното правителство) по време на въстанието. Участва в сраженията около Панагюрище. След потушаването на въстанието успява да се спаси. Умира на 2 октомври 1902 г.
Личният му архив се съхранява във фонд 532К в Държавен архив – Пазарджик. Той се състои от 10 архивни единици от периода 1871 – 1891 г.